# 阿伦尼乌斯常数
阿瑞尼斯常数是阿瑞尼斯方程式中的重要参数。

## 公式
在阿瑞尼斯方程中的A，如下 ：
{\displaystyle \ \ln k=-{\frac {E_{a}}{RT}}+\ln A}
其单位与其中的反应速率常数{\displaystyle k}一致。

## 历史
此方程最早由荷兰化学家范特霍夫在1884年根据实验结果归纳得出。1889年，瑞典化学家阿瑞尼斯进一步分析了范特霍夫提出的反应速率对温度的依赖关系，并从原理的角度对方程做了解释，提出反应中“能垒”的存在。
1. ↑   (PDF).   [2024-08-17]. （原始内容 (PDF)存档于2008-12-30）.
2. ↑  . web.archive.org. 2020-09-14  [2025-02-05].
3. ↑  . NobelPrize.org.   [2025-02-05] （美国英语）.